# Jacqueline Doyen
Pour les articles homonymes, voir Doyen.
Jacqueline Doyen, ou Jacqueline Doyen-Marty (du nom de son époux Daniel Marty), est une actrice française, née le 14 février 1930 dans le 11e arrondissement de Paris (Seine) et morte le 3 septembre 2006 à Mantes-la-Jolie (Yvelines).

## Filmographie

### Cinéma
- 1956 : La Roue d'André Haguet
- 1956 : Le Salaire du péché de Denys de la Patellière
- 1957 : La Bonne Tisane d'Hervé Bromberger : la capitaine des girls
- 1957 : L'Étrange Monsieur Steve de Raymond Bailly
- 1957 : Fernand clochard de Pierre Chevalier
- 1957 : Les Œufs de l'autruche de Denys de La Patellière
- 1958 : Asphalte d'Hervé Bromberger : une femme dans le bistrot
- 1960 : Zazie dans le métro de Louis Malle
- 1961 : Vie privée de Louis Malle : Juliette
- 1962 : Nous irons à Deauville de Francis Rigaud : Fernande Mercier
- 1962 : La Vendetta de Jean Chérasse
- 1962 : Parigi o cara (Paris my love) de Vittorio Caprioli
- 1967 : Fleur d'oseille de Georges Lautner : la 2e salope
- 1969 : L'Homme orchestre de Serge Korber : une automobiliste au feu rouge
- 1969 : Une veuve en or de Michel Audiard : la voyante
- 1970 : Le Cri du cormoran le soir au-dessus des jonques de Michel Audiard : Marie-Martine
- 1971 : Le drapeau noir flotte sur la marmite de Michel Audiard : Léontine
- 1972 : Sex-shop de Claude Berri
- 1973 : Comment réussir quand on est con et pleurnichard de Michel Audiard : Madame Léonce
- 1973 : Juliette et Juliette de Rémo Forlani : une ouvrière
- 1973 : On s'est trompé d'histoire d'amour de Jean-Louis Bertuccelli : la sage femme
- 1973 : Ursule et Grelu de Serge Korber
- 1974 : Ce cher Victor de Robin Davis : Micheline
- 1974 : Hard Love de Serge Korber
- 1974 : Salut les frangines de Michel Gérard
- 1974 : Sexuellement vôtre de Max Pécas : la baronne d'Ecieux
- 1975 : Soldat Duroc, ça va être ta fête de Michel Gérard
- 1975 : Cours après moi que je t'attrape de Robert Pouret : une secrétaire de Paul
- 1975 : Docteur Françoise Gailland de Jean-Louis Bertuccelli : Raymonde
- 1975 : L'Essayeuse de Serge Korber
- 1976 : Perversions ou Les amours difficiles de Raphaël Delpard
- 1976 : Dis bonjour à la dame de Michel Gérard
- 1976 : Le Juge Fayard dit « le Shériff » d'Yves Boisset : Mme Fayolle
- 1976 : Diabolo menthe de Diane Kurys : Mme Petitbon
- 1977 : Monsieur Papa de Philippe Monnier
- 1977 : Tendre Poulet de Philippe de Broca : Mme Melun
- 1978 : Cause toujours... tu m'intéresses ! d'Édouard Molinaro : la concierge
- 1978 : Le Coup de sirocco d'Alexandre Arcady : la dame de la Croix-Rouge
- 1978 : Je vous ferai aimer la vie de Serge Korber
- 1978 : Vas-y maman de Nicole de Buron : La mère d'Annie
- 1979 : Coup de tête de Jean-Jacques Annaud : Mme Lozerand
- 1979 : Gros-Câlin de Jean-Pierre Rawson : Mme Niatte
- 1979 : Nous maigrirons ensemble de Michel Vocoret : la monitrice Weight Watchers
- 1980 : Pile ou Face de Robert Enrico
- 1980 : Viens chez moi j'habite chez une copine de Patrice Leconte : la dame au piano
- 1980 : Voulez-vous un bébé Nobel ? de Robert Pouret : Mme Paul
- 1981 : La vie continue de Moshe Mizrahi : Monique
- 1982 : Mille milliards de dollars d'Henri Verneuil : Arlène Robert
- 1982 : Coup de foudre de Diane Kurys : Mme Vernier
- 1982 : Ménage à trois (Better late than never) de Bryan Forbes : la chef des nurses
- 1983 : Charlots connection de Jean Couturier
- 1984 : Le Garde du corps de François Leterrier : Yvette Dornec, la mère de Paul
- 1984 : Adieu Blaireau de Bob Decout : Mimi
- 1985 : The Frog Prince (en) de Brian Gilbert : Mme Peroche
- 1986 : Club de rencontres de Michel Lang : l'épouse du voisin colérique
- 1986 : Twist again a Moscou de Jean-Marie Poiré
- 1987 : Chouans ! de Philippe de Broca : l'abbesse
- 1991 : Sam suffit de Virginie Thévenet : la bourgeoise

### Télévision
- 1973 : Joseph Balsamo, série télévisée d'André Hunebelle
- 1973 : Les Mohicans de Paris, série télévisée de Gilles Grangier d'après Alexandre Dumas : Léonie
- 1975 : Salvator et les Mohicans de Paris, série télévisée de Bernard Borderie d'après Alexandre Dumas : Léonie
- 1976 : Les Cinq Dernières Minutes, épisode Le Collier d'épingles de Claude Loursais : Odile
- 1978 : Au théâtre ce soir : Vous ne l'emporterez pas avec vous de Moss Hart et George Kaufman, mise en scène Jean-Luc Moreau, réalisation Pierre Sabbagh, Théâtre Marigny
- 1979 : Médecins de nuit de Nicolas Ribowski , épisode : Disco (série télévisée)
- 1979 : Les Quatre Cents Coups de Virginie de Bernard Queysanne
- 1980 : Julien Fontanes, magistrat - épisode : Les mauvais chiens de Guy Lefranc
- 1981 : Au théâtre ce soir : Pieds nus dans le parc de Neil Simon, mise en scène Pierre Mondy, réalisation Pierre Sabbagh, Théâtre Marigny
- 1981 : La Vie des autres (série télévisée) (épisode "Vasco") d'Alain Quercy : Josefa
- 1989 : Les Enquêtes du commissaire Maigret, épisode : L'Amoureux de madame Maigret de James Thor
- 1991 : Maguy, épisode "La vie en Roses" : Françoise, l'amie de Maguy

## Théâtre
- 1956 : Les Hussards de Pierre-Aristide Bréal, mise en scène Georges Goubert, Centre dramatique de l'Ouest
- 1973 : L'Arc de Triomphe de Marcel Mithois, mise en scène Jacques Charon, Théâtre Saint-Georges
- 1973 : Grand Standing de Neil Simon, mise en scène Emilio Bruzzo, Théâtre Saint-Georges
- 1975 : Les Secrets de la Comédie humaine de Félicien Marceau, mise en scène Paul-Emile Deiber, Théâtre du Palais Royal
- 1977 : Trois Lits pour huit d'Alan Ayckbourn, mise en scène Pierre Mondy, Théâtre Montparnasse
- 1979 : Coup de chapeau de Bernard Slade, mise en scène Pierre Mondy, Théâtre de la Michodière
- 1982 : Chéri de Colette, Mise en scène : Jean-Laurent Cochet, Théâtre des Variétés
- 1983 : La Fille sur la banquette arrière de Bernard Slade, mise en scène Pierre Mondy, Théâtre du Palais-Royal
- 1984 : Le Dindon de Georges Feydeau, mise en scène Jean Meyer, Théâtre du Palais-Royal
- 1988 : Ténor de Ken Ludwig (en), mise en scène Jean-Luc Moreau Théâtre de la Porte-Saint-Martin
- 1990 : Vite une femme de Daniel Prévost, mise en scène Jean-Luc Moreau, Théâtre Michel
- 1990 : Tiercé gagnant de John Chapman, mise en scène Christopher Renshaw (en), Théâtre de la Michodière
- 1993 : En attendant les bœufs de Christian Dob, mise en scène Gérard Caillaud, Théâtre des Mathurins

## Comédie musicale
- 1986 : La Valise en carton,   Casino de Paris